# Matriarch
Een matriarch is een meestal oudere vrouw die de leiding heeft over een groep, vaak van haar afstammende personen. De term kan ook betrekking hebben op dieren.
Een matriarch hoeft niet de vrouwelijke tegenhanger te zijn van een patriarch, maar dat kan wel. Dikwijls wordt zelfs gesproken van een autocratisch leiderschap.
Vaak is de matriarch de oudste vrouw in een groot-familie. Haar autoriteit over de andere leden van de groep, alswel omgekeerd het vertrouwen in haar van de andere leden, is groot. Dit heeft vaak te maken met haar levenswijsheid en praktische vaardigheden en inzichten met betrekking tot bijvoorbeeld het verkrijgen en vervaardigen van voedsel en het opvoeden van de kinderen.
Dieren als olifanten, bijen en mieren zijn afhankelijk van de leiding van matriarchen.
Een maatschappelijk systeem waarin de matriarch centraal staat heet een matriarchaat.